# Freccia Vallone femminile 1999
La Freccia Vallone femminile 1999, seconda edizione della corsa e valida come quarta prova della Coppa del mondo di ciclismo su strada femminile 1999, si svolse il 14 aprile 1999 su un percorso di 93 km, con partenza da Huy e arrivo al Muro di Huy, in Belgio. La vittoria fu appannaggio della tedesca Hanka Kupfernagel, la quale completò il percorso in 2h43'18", alla media di 34,524 km/h, precedendo la lituana Edita Pučinskaitė e la belga Cindy Pieters.
Sul traguardo del muro di Huy 93 cicliste, su 151 partite da Huy, portarono a termine la competizione.

## Percorso
L'edizione 1999, contò la presenza di 6 muri: il più lungo fu la Côte de Bohissau, mentre il più duro, fu quello conclusivo di Huy.

### Muri
| Numero | Nome             | Chilometro | Lunghezza (m) | Pendenza media (%) |
| ------ | ---------------- | ---------- | ------------- | ------------------ |
| 1      | Côte de France   | 13         | 2500          | 6,1                |
| 2      | Côte d'Ereffe    | 33         | 2200          | 5,9                |
| 3      | Côte d'Ossogne   | 42,5       | ?             | ?                  |
| 4      | Côte de Bohissau | 67         | 3400          | 7,6                |
| 5      | Côte de Ahin     | 82         | 2400          | 6,4                |
| 6      | Muro di Huy      | 93         | 1300          | 9,3                |

## Ordine d'arrivo (Top 10)
| Pos. | Corridore                 | Squadra                | Tempo    |
| ---- | ------------------------- | ---------------------- | -------- |
| 1    | Hanka Kupfernagel         | The Greenery Hawk Team | 2h43'18" |
| 2    | Edita Pučinskaitė         | Sel. Lituania          | a 13"    |
| 3    | Cindy Pieters             | Vlaanderen 2002 Ladies | a 15"    |
| 4    | Fabiana Luperini          | GAS Sport Team         | a 17"    |
| 5    | Roberta Bonanomi          | Acca Due O             | s.t.     |
| 6    | Pia Sundstedt             | GAS Sport Team         | a 19"    |
| 7    | Yvonne McGregor           | Sel. Gran Bretagna     | a 21"    |
| 8    | Mari Holden               | Acca Due O             | a 26"    |
| 9    | Élisabeth Chevanne-Brunel | Sel. Francia           | s.t.     |
| 10   | Caroline Alexander        | Sel. Gran Bretagna     | a 30"    |